# Włodzimierz Mucha
Włodzimierz Mucha (sinh ngày 21 tháng 1 năm 1956 – mất ngày 13 tháng 10 năm 2019) là một kiến trúc sư và nhà thiết kế người Ba Lan. Ông là thành viên hợp danh của công ty Bulanda & Mucha Architects và là người đồng đoạt Giải thưởng Danh dự SARP năm 2015.
Włodzimierz Mucha sinh tại Olsztyn. Ông cùng Andrzej Bulanda là hai người đồng sáng tạo của nhiều dự án mang đi dự thi và đoạt giải thưởng. Các công trình đã hoàn thành bao gồm tòa nhà Ngân hàng BRE ở Bydgoszcz, Nhà máy giấy cũ ở Konstancin-Jeziorna, Nhà thi đấu ở Konstancin-Jeziorna, khu phức hợp Cameratta tại Eko-Park ở Warsaw, mở rộng tòa nhà Thư viện Công cộng ở Warsaw, Prudential ở Warsaw, Bảo tàng Kazimierz Pułaski ở Warka, khu phức hợp Koneser ở Warsaw, Rother's Mills ở Bydgoszcz, câu lạc bộ thể thao "Deski", Piękna Nova ở Warsaw và Chmielna 25 ở Warsaw.
Włodzimierz Mucha thu được kinh nghiệm làm công việc kiến trúc tại Spółdzielnia Pracy Twórczej Architektów i Plastyków ESPEA (Hợp tác vì Công việc Sáng tạo của Kiến trúc sư và Nghệ sĩ) và tại xưởng kiến trúc JEMS Architects.